# Boli (Italia)
Boli è una località del comune di Farini nell'alta val Nure, in provincia di Piacenza, prossima alla frazione di Groppallo alla cui parrocchia appartiene.

## Geografia fisica
L'abitato di Boli si sviluppa nel punto della confluenza dei rii Lavaiana e Lardana nel torrente Nure.

## Storia
In antichità esisteva, al di là del rio Lavaiana, sul versante destro di un poggio che dominava di circa 50 metri il corso del torrente Nure, un fortilizio di proprietà nella nobile casata dei Nicelli preposto al controllo viario, nei pressi della confluenza dei tre corsi d'acqua, della strada che, giungendo dalla Liguria, arrivava fino alla pianura. Del castello sono rimasti visibili, in buona parte coperti dalla vegetazione, solo i ruderi della base perimetrale della torre.
Con l'istituzione dei comuni, divenne, insieme a tutta la zona groppallina, parte del comune di Borgo San Bernardino, comune che, aggregato con quello di San Giovanni, avrebbe successivamente dato origine a Bettola. Nel 1867, con il regio decreto 4066, pubblicato in gazzetta ufficiale il 17 novembre, su impulso di alcune famiglie, in particolare, di Giuseppe Zanellotti di Cogno S. Savino, che sarebbe in seguito ne sarebbe diventato il primo sindaco, e di don Luigi Galli, arciprete di Groppallo, venne costituito il nuovo comune di Farini d'Olmo di cui tutta la zona di Groppallo entra a far parte.